# توچنا (چک)
توچنا (به لاتین: Točná) یک منطقهٔ مسکونی در جمهوری چک است که در پراگ واقع شده‌است. توتشنا ۷۵۰ نفر جمعیت دارد.

## نگارخانه

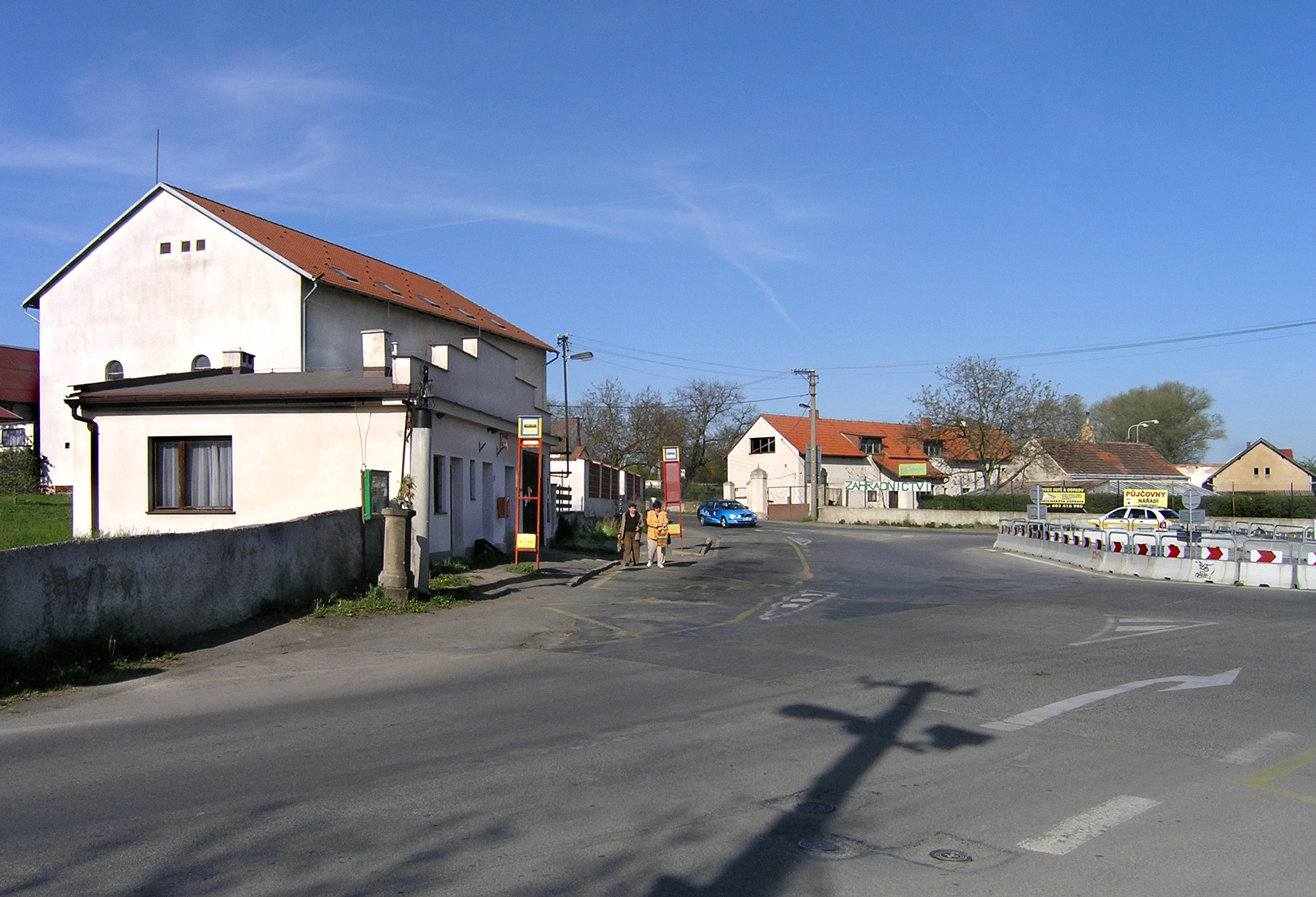
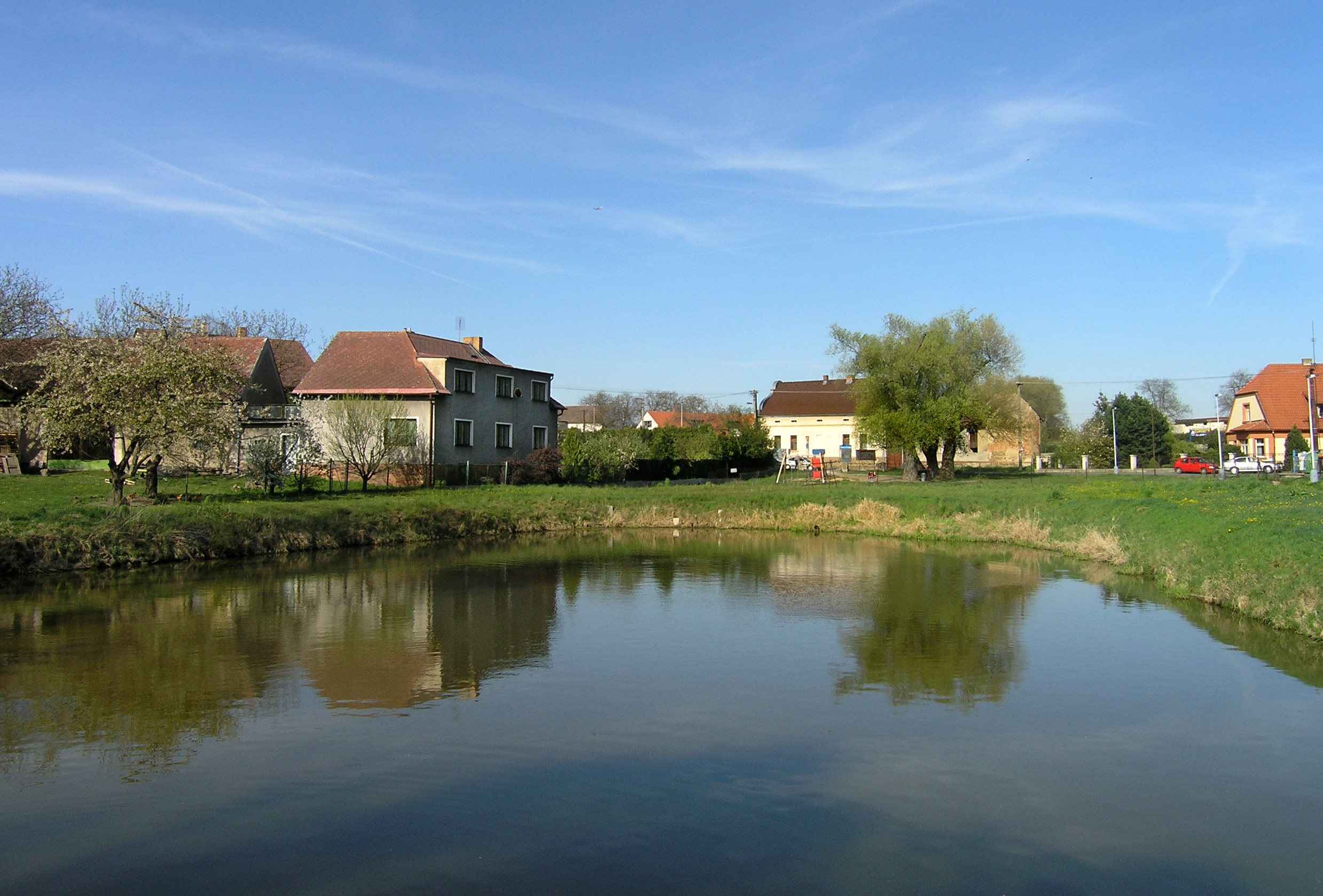
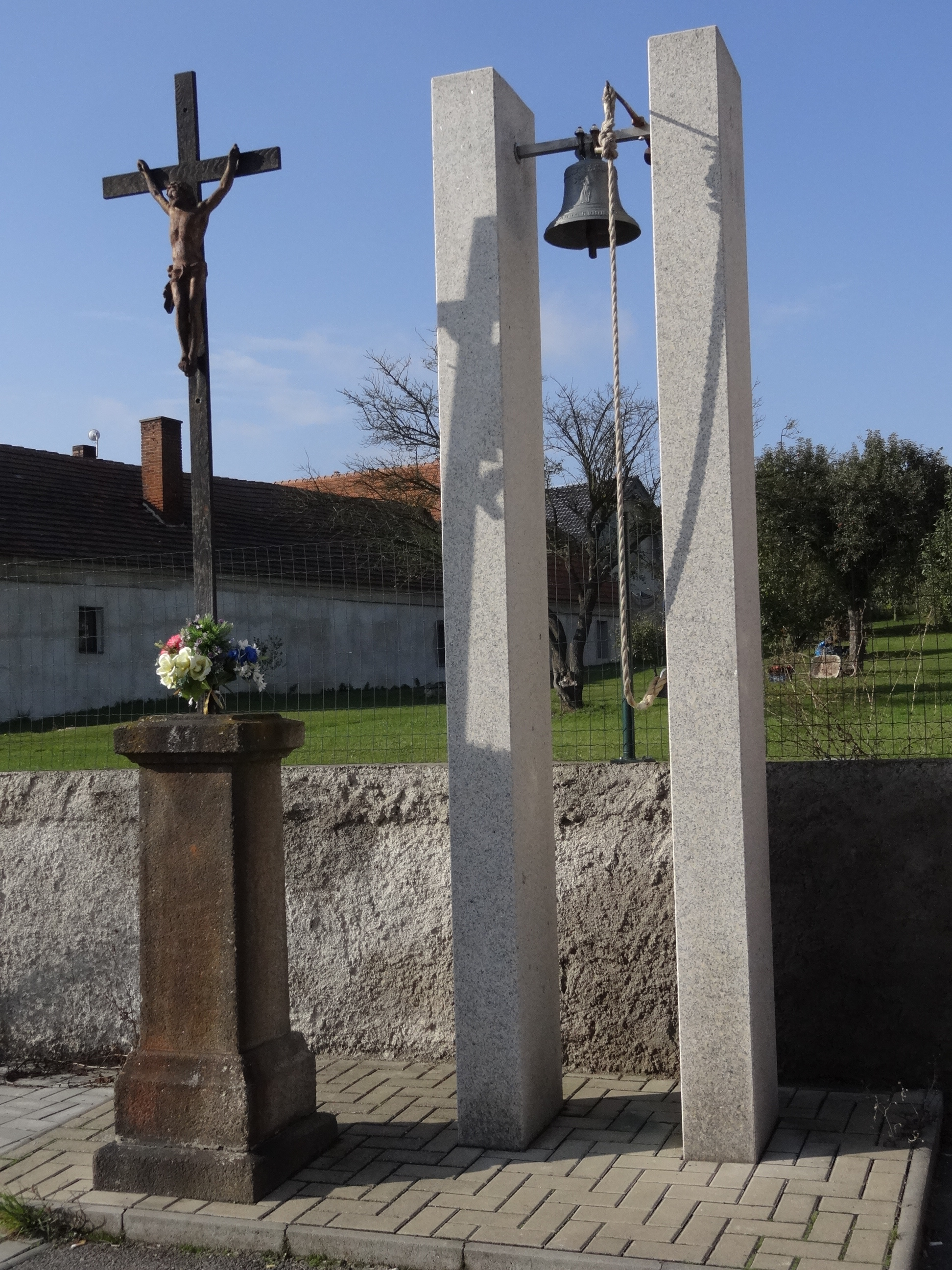
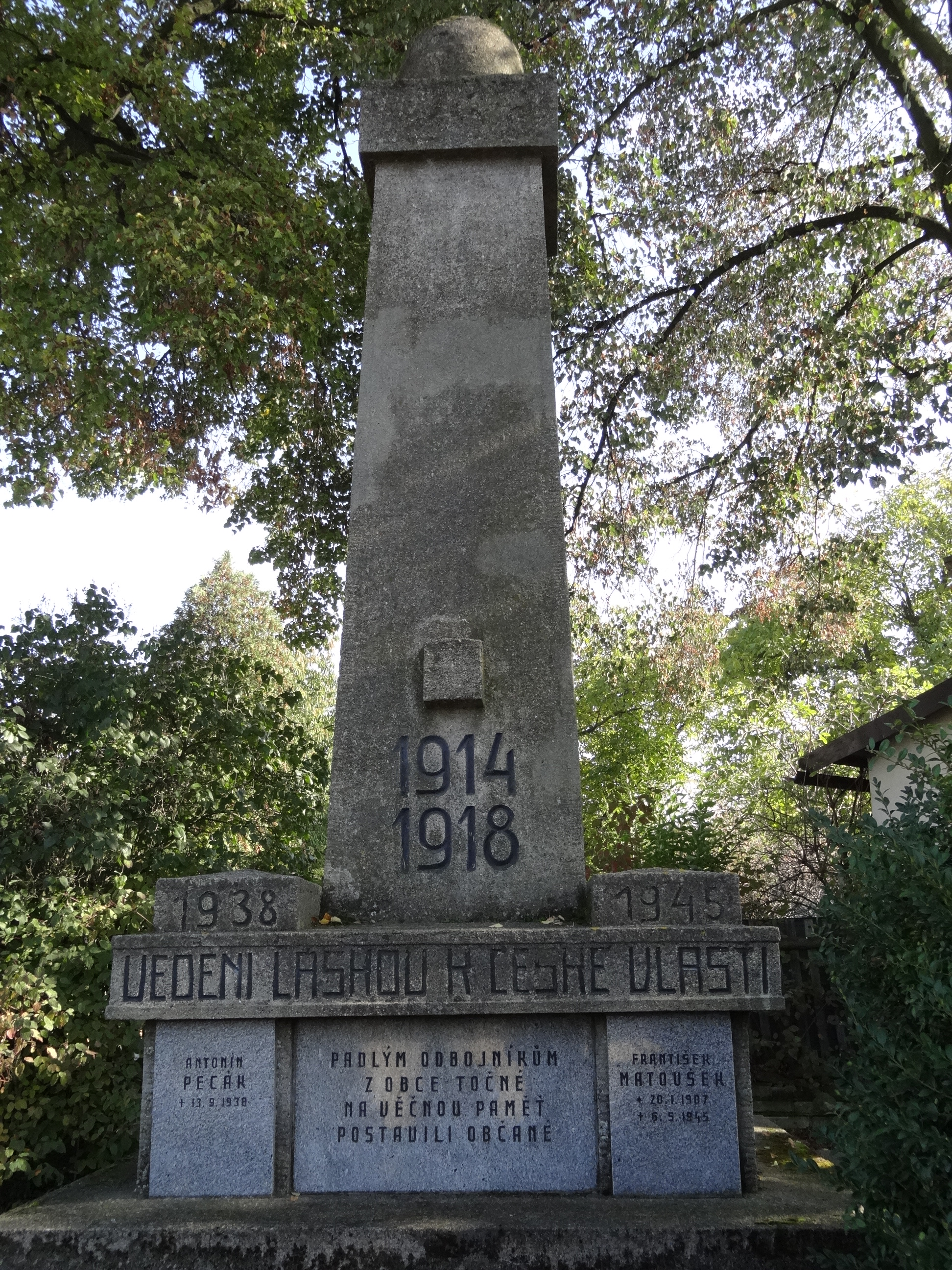
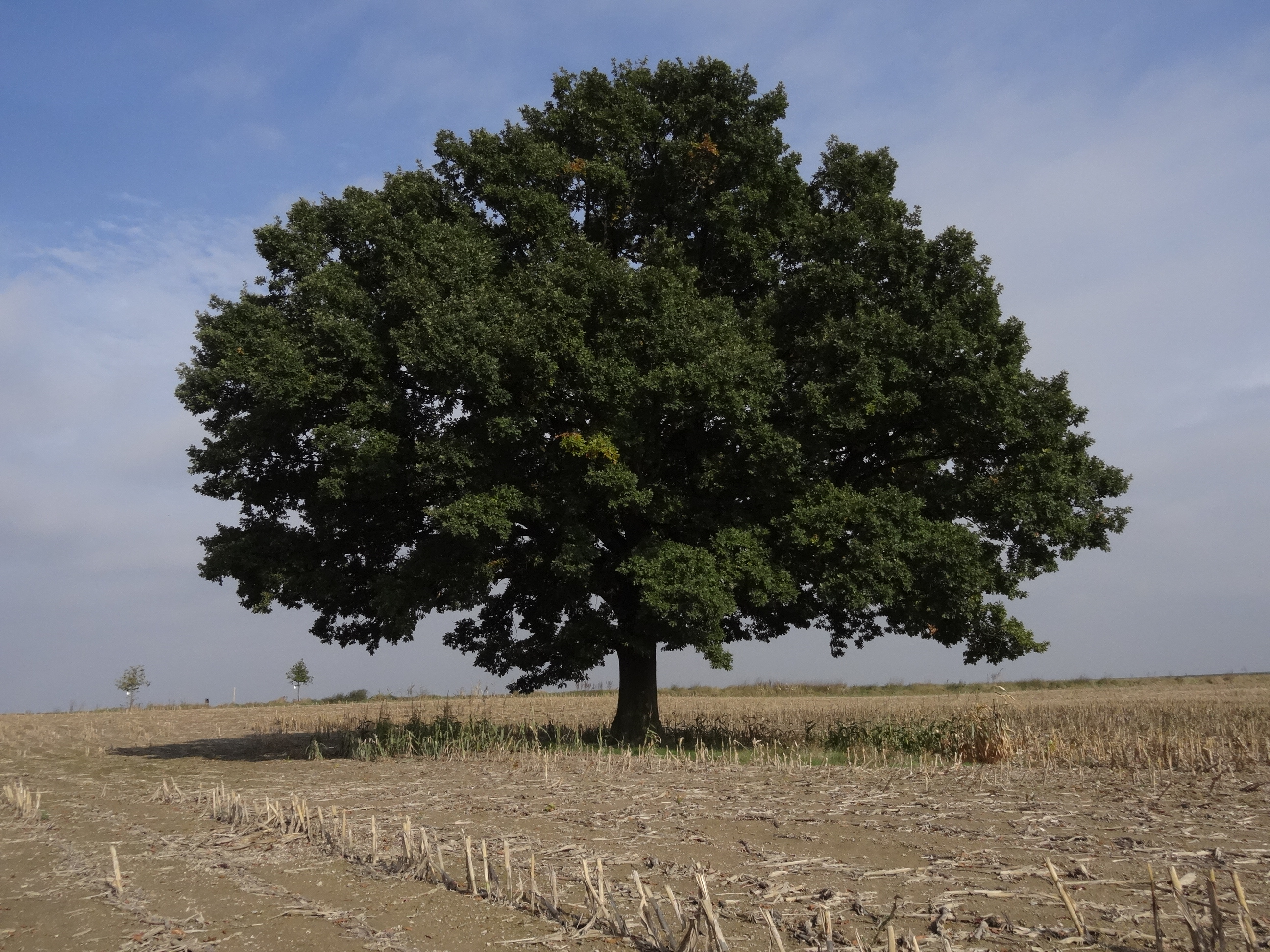
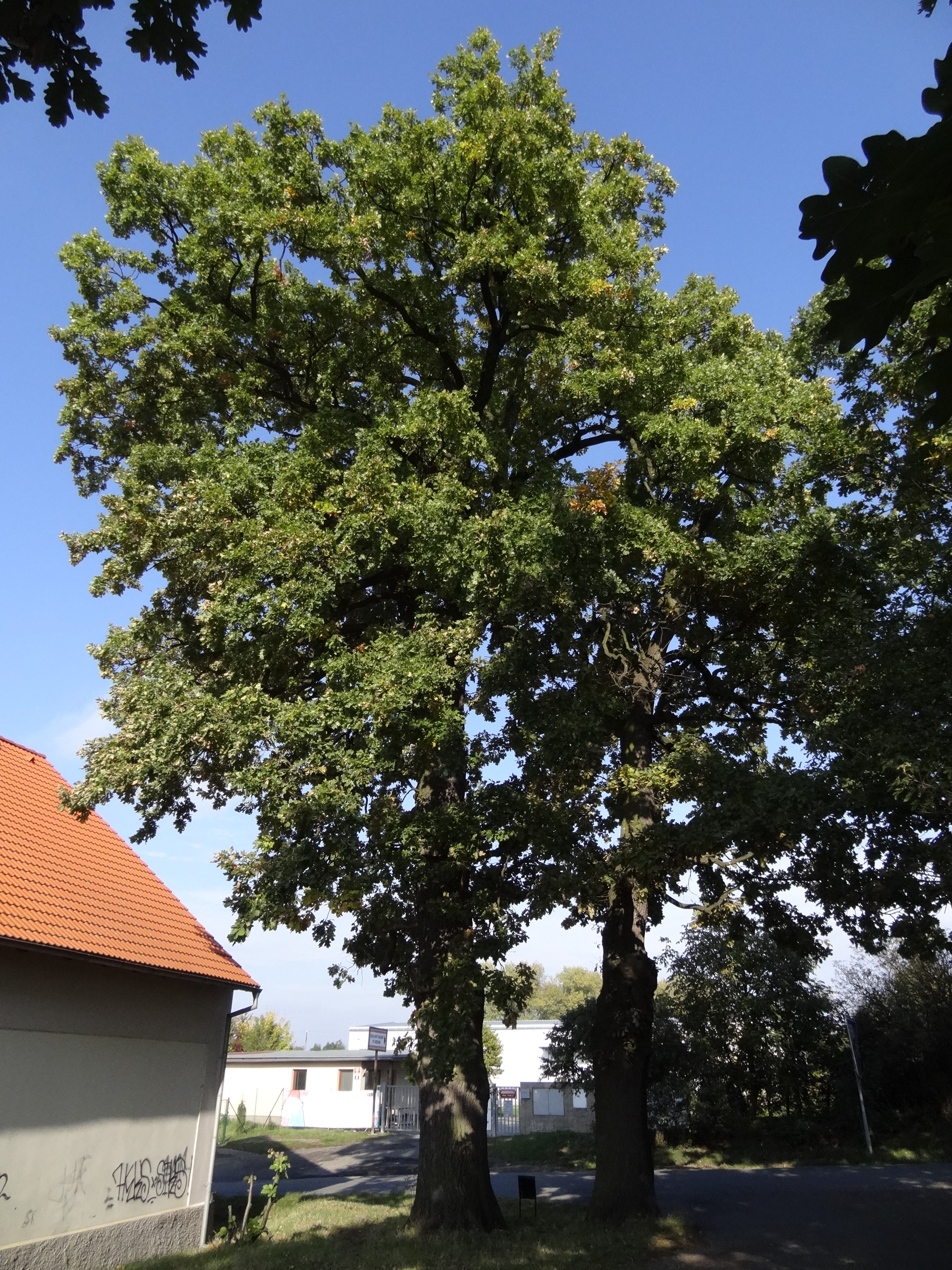
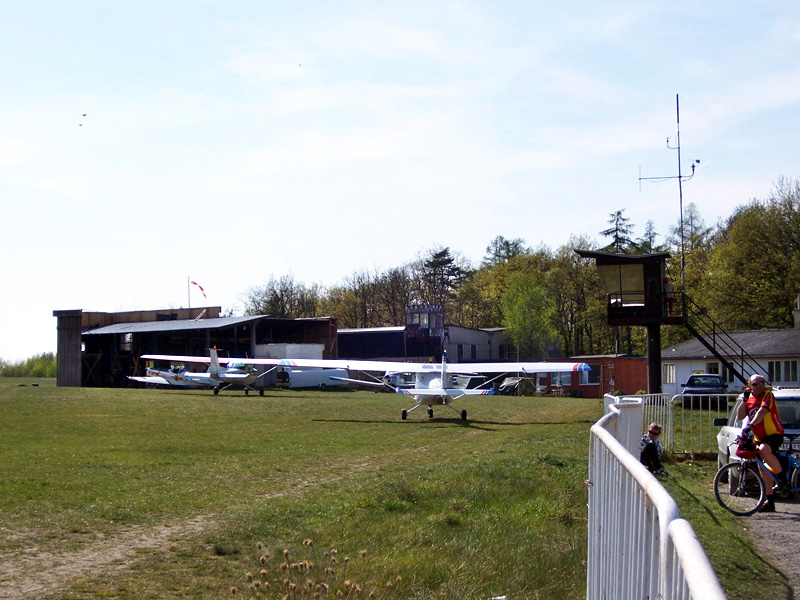
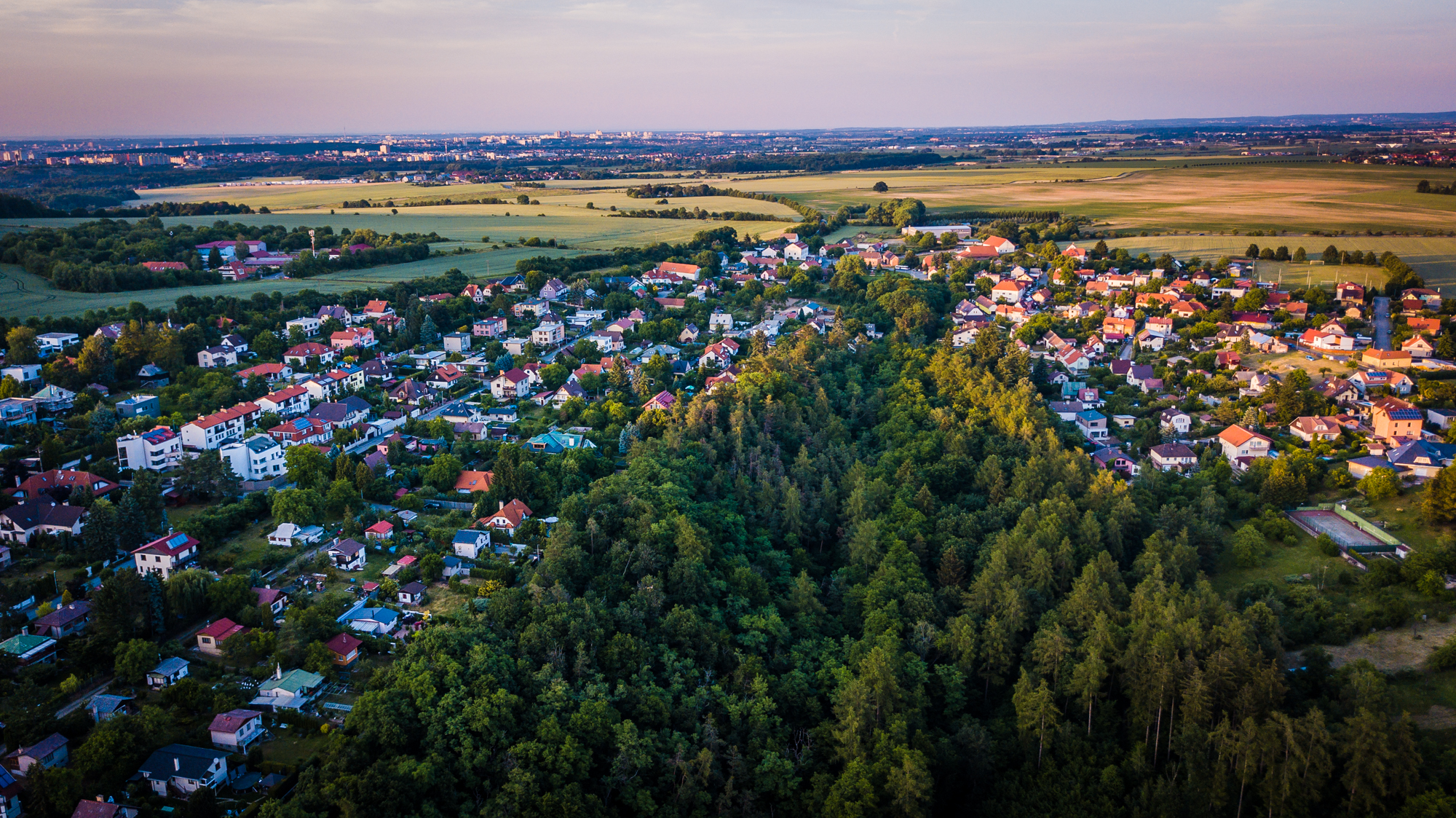